# Atanagild
Atanagild (ur. ?  – zm. 567 w Toledo) – król Wizygotów w latach 554-567, żonaty z królową Gojzwintą.
Przejął tron, gdy Agila I został zamordowany. Stosunkowo niewiele wiemy o panowaniu tego władcy. Wiadomo, że przez cały okres swego panowania walczył z bizantyjczykami na południu Hiszpanii. Nawiązał również stosunki dyplomatyczne z Frankami - w latach sześćdziesiątych VI wieku. Jego dwie córki Galswinta i Brunhilda wyszły za mąż za królów frankijskich: Sigeberta I i Chilperyka I. Zmarł śmiercią naturalną jako pierwszy wizygocki władca od 484 roku.

## Sojusze dynastyczne
Z małżeństwa z królową Gojzwintą miał dwie córki — Brunhildę i zamordowaną Galswintę — które poślubiły dwóch merowińskich braci-królów: Sigeberta, władcę Austrazji i Chilperyka, króla Neustrii. Chociaż Grzegorz z Tours twierdzi, że powodem tego było to, że Sigebert gardził powszechną praktyką „pobierania żon całkowicie niegodnych” i szukał pięknej i kulturalnej Brunhildy, podczas gdy Chilperyk poślubił jej siostrę z powodu rywalizacji rodzeństwa, Ian Wood zwraca uwagę, że okoliczności i skala tzw. „morgengab” sugerują, że sytuacja była bardziej złożona. „Athanagild nie miał synów. Wydając dwie córki za mąż królom Franków, być może miał zamiar wciągnąć Merowingów w sukcesję Wizygotów. Przypuszczalnie miał nadzieję, że w wyniku tych małżeństw urodzi mu się wnuk, który będzie jego następcą.”
Jednak śmierć Atanagilda w 567 zmieniła sytuację. Wood spekuluje, że morderstwo Galswinty nastąpiło wkrótce po jego śmierci. Brunhilda uniknęła losu swojej siostry i w ciągu swego życia stała się centralną postacią w historii Franków z VI wieku. Wreszcie Gojzwinta przeżyła przewrót, który nastąpił po śmierci Atangilda, i została drugą żoną Leowigilda, brata Liuwy; Liuwa objął tron Wizygotów po Atanagildzie, a następnym władcą został sam Leowigild.